# Tome (stad)
Tome (Japans: 登米市, Tome-shi) is een stad in de prefectuur Miyagi op het eiland Honshu, Japan.
Deze stad heeft een oppervlakte van 536,38 km² en telt bijna 87.000 inwoners. De rivier Kitakami loopt door de stad.

## Geschiedenis
Tome werd opgericht op 1 april 2005 na een de fusie van alle 8 gemeenten van het District Tome (Hasama, Ishikoshi, Minamikata, Nakada, Tome, Towa, Toyosato en Yoneyama) met de gemeente Tsuyama van het District Motoyoshi.

## Verkeer
Tome ligt aan de Tohoku-shinkansen, de Tōhoku-hoofdlijn en de Kesennuma-lijn van de East Japan Railway Company.
Tome ligt aan de Tōhoku-autosnelweg, de Sanriku-autosnelweg en aan de autowegen 45, 342, 346, 398 en 456.

## Aangrenzende steden
- Kurihara
- Ishinomaki
- Ōsaki
- Ichinoseki

## Stedenbanden
Tome heeft een stedenband met
- Southlake, Verenigde Staten
- Vernon, Canada

## Geboren in Tome
- Shotaro Ishinomori (石ノ森 章太郎, Ishinomori Shōtarō), mangaka
- Katsuhiro Otomo (大友克洋, Ōtomo Katsuhiro) (1954), mangaka en animeregisseur